# عشب (فلم 1925)
العشب: معركة أمة من أجل الحياة هو فيلم وثائقي أبيض وأسود صدر عام 1925، يصور فرعًا من قبيلة بختياري من لور في بلاد فارس وهم يقومون هم وقطعانهم برحلتهم الموسمية إلى مراعي أفضل. يعتبر من أقدم الأفلام الوثائقية الإثنوغرافية. تم اختيار الفيلم عام 1997 ليتم حفظه في السجل الوطني للأفلام بالولايات المتحدة من قبل مكتبة الكونغرس باعتباره "مهمًا ثقافيًا أو تاريخيًا أو جماليًا".

## روابط خارجية
- عشب  في قاعدة بيانات الأفلام على الإنترنت (بالإنجليزية)
- عشب (فلم 1925) في قاعدة بيانات تيرنر كلاسيك موفيز للأفلام.
- عشب على موقع أول موفي.
- عشب على فهرس معهد الفيلم الأمريكي
- Grass clip (20:47) at the أرشيف الإنترنت
  - Another Grass clip (10:04)